# Hans-Joachim Otto (Basketballfunktionär)
Hans-Joachim Otto (* 16. Mai 1928 in Chemnitz; † 6. Juli 2011 in Berlin) war ein deutscher Basketballfunktionär. Er war Präsident des Deutschen Basketball-Verbandes der Deutschen Demokratischen Republik. Otto wurde 2010 als erster Deutscher in die Hall of Fame des Basketball-Weltverbandes (FIBA) aufgenommen.

## Leben und Karriere
Otto spielte als Jugendlicher Hockey und Handball. Er studierte Sozialwissenschaften und wurde dann Ingenieur. Er war nach dem Zweiten Weltkrieg am Aufbau der anti-faschistischen Jugendbewegung in Ostdeutschland beteiligt. Zwischen 1953 und 1959 war er bei der Freien Deutschen Jugend für Sportbelange verantwortlich. 1958 wurde Otto Präsident des Deutschen Basketball-Verbandes (DBV) der DDR und blieb bis 1969 im Amt. In seine Präsidentschaft fallen der Gewinn der Bronzemedaille der DDR-Damennationalmannschaft bei der EM 1966 sowie vierte Plätze bei der WM 1967 und EM 1968. Anschließend war er von 1969 bis 1989 DBV-Vizepräsident und als solcher maßgeblich an der Eingliederung des Verbandes in den Deutschen Basketball Bund (DBB) nach der Wiedervereinigung beteiligt.
Zwischen 1960 und 1984 wirkte Otto als Schatzmeister der FIBA und war Mitglied im Zentralbüro des Weltverbandes. 1994 wurde ihm der FIBA-Verdienstorden verliehen, 2010 wurde er als erster Deutscher in die FIBA Hall of Fame aufgenommen.

## Auszeichnungen und Ehrungen
- Friedrich-Ludwig-Jahn-Medaille
- Vaterländischer Verdienstorden der Deutschen Demokratischen Republik in Bronze
- Verdienstorden des Basketball-Weltverbandes (FIBA)